# Jaco the Galactic Patrolman
Jaco the Galactic Patrolman (jap. 銀河パトロール　ジャコ, Ginga Patorōru Jako) ist eine Manga-Serie des japanischen Zeichners Akira Toriyama, die im selben Universum wie sein wohl bekanntestes Werk, Dragon Ball, spielt und zeitlich vor diesem angesiedelt ist. Die insgesamt 11 Kapitel von Jaco the Galactic Patrolman erschienen ursprünglich im Jahr 2013 im Manga-Magazin Weekly Shōnen Jump und wurden später im April 2014, zusammen mit dem Bonuskapitel Dragon Ball Minus, in einem Sammelband veröffentlicht. Die Titelfigur, Jaco, erscheint auch im Film Dragonball Z: Resurrection ‚F‘ und der Serie Dragon Ball Super.

## Handlung

### Dragon Ball Minus
Bardock ist gerade bei einem Außeneinsatz, als seine Truppe via Scouter zum Rückzug beordert wird, da alle Saiyajin auf Befehl von Freezer schnellstmöglich zum Planeten Vegeta zurückkehren sollen. Als sie Vegeta fast erreicht haben, erblickt Bardock Freezers Raumschiff, was ihn Schlimmes vermuten lässt.
Auf Vegeta angekommen kann ihm auch niemand sagen, warum alle Saiyajin zurückkehren müssen. Bardock erfährt aber, dass Freezers Armee an Informationen über einen Super Saiyajin interessiert ist.
In seinem Raumschiff, das in Vegetas Orbit schwebt, grübelt Freezer über die Legende des Super Saiyajin und des Super Saiyajin Gott. Er will kein Risiko eingehen, die Saiyajin seien sowieso zu Stolz, um ihm loyal zu sein. In einem Monat sollen die meisten der Saiyajin auf Vegeta eingetroffen sein, dann will Freezer seinen Plan in die Tat umsetzen und die Saiyajin samt Planeten auslöschen.
Währenddessen beschließt Prinz Vegeta auf einem weit entfernten Planeten, den er gemeinsam mit Radditz erobert, den Befehl zur Rückkehr zu ignorieren.
Im Essensausgabecenter des Planeten Vegeta trifft Bardock auf die dort arbeitende Gine und erkundigt sich bei ihr nach ihren gemeinsamen Söhnen Radditz und Kakarott. Er erfährt, dass Radditz mit Prinz Vegeta unterwegs ist und Kakarott bald aus seinem Brutkasten, in dem er sich seit drei Jahren befindet, kommen wird. Bardock spürt, dass Freezer etwas Tödliches im Schilde führt, und beschließt, nachts eine Raumkapsel für Kakarott zu stehlen, um ihn zur sicheren Erde zu schicken. Eine gemeinsame Flucht, wie sie Gine vorschlägt, lehnt Bardock ab, da sie mit den Scoutern aufgespürt werden würden. Für den Fall, dass Bardock falschliegt und doch kein großes Unheil droht, verspricht Gine Kakarott kurz vor seiner Abreise, dass ihn seine Eltern schnellstmöglich abholen würden. Bardock warnt seinen Sohn noch vor der Galaktischen Wache und davor, zu lange den Vollmond anzustarren.
Im Hauptquartier der Galaktischen Wache erhält Jaco vom Galaktischen König den Auftrag, das Saiyajin-Kind von der Eroberung der Erde abzuhalten oder die Erdlinge zu vernichten, falls sie es nicht wert sind, beschützt zu werden.
Wenig später wird der Planet Vegeta vernichtet.

### Jaco the Galactic Patrolman – Vor ungefähr 10 Jahren
Der alte Mann Oomori erinnert sich zurück, als er vor ungefähr 10 Jahren auf ein Alien traf...

#### KapitelDB-11
Ein Ufo rammt den Mond und stürzt in Richtung Erde...
Auf der kleinen Insel, auf der er alleine lebt, arbeitet der alte Mann Oomori erfolglos an einer Maschine, bringt Blumen an das Grab seiner Frau und geht schließlich nach Hause. Die Sonne geht unter und im Fernsehen läuft ein Bericht über die Sängerin An Azuki, die in drei Tagen einen Auftritt im Weltall im Inneren der Rakete Twinkle 8 haben soll. „Unsinn...“, sagt Oomori und begibt sich nach draußen, um dort zu rauchen und zu lesen.
Plötzlich ist ein lautes, lang anhaltendes Geräusch zu hören und Oomori sieht, wie ein vermeintliches Flugzeug im Meer abstürzt. Er befürchtet, dass die Besatzung von dem nachtaktiven Monster-Hai gefressen werden würde. Der Monster-Hai taucht zwar tatsächlich auf, aber der Pilot Jaco bringt sein abgestürztes Flugobjekt schnell mit eigenen Händen, schwimmend an Land, wo er auf Oomori trifft. Diesem stellt er sich als Alien und galaktischer Wachtmeister vor. Als Ingenieur schlägt Oomori dem Alien vor, dessen kaputtes Raumschiff zu reparieren, damit der ungebetene Gast die Insel möglichst schnell wieder verlassen könne. Der alte Mann will am nächsten Morgen mit der Reparatur beginnen und erlaubt dem Alien in seinem Haus zu übernachten.
In Oomoris Haus angekommen erzählt Jaco, dass die Galaktische Wache schon ewig Roboter in Fliegengröße zur Informationsbeschaffung auf die Erde geschickt hätte, er daher einiges über die Erde wisse und er als „Super-Elite“-Wachmann alle Sprachen des Universums kenne. Oomori fragt Jaco, ob seine Leute eine Zeitmaschine besäßen, worauf Jaco antwortet, dass sie keine hätten und das Kontrollieren der Zeit gesetzlich im intergalaktischen Recht aufgrund seiner extremen Gefährlichkeit verboten sei. Bevor sie sich schlafen legen, verraten sich die beiden noch ihre Namen.
Nach 30 Minuten Schlaf steht Jaco auch schon wieder auf, läuft über die Insel, liest Bücher, singt den Titelsong der Galaktischen Wache und erledigt den gefürchteten Monster-Hai.
Als Jaco am nächsten Tag die Reste eines Forschungslabors entdeckt, erzählt ihm Oomori aus seiner Vergangenheit: Oomori war von der Regierung damit beauftragt worden im Geheimen eine Zeitmaschine zu entwickeln. Er hatte für einige Zeit glücklich mit seiner Frau auf dieser Insel gelebt, während er selbenorts an diesem Projekt gearbeitet hatte, aber eines Tages kam es zu einem Unfall. Viele Leute waren gestorben, Oomori wurde zwar nur verletzt, seine Frau aber war ums Leben gekommen. Nach diesem Unfall war die Forschung und die Insel aufgegeben worden und seitdem lebt Oomori alleine dort.
Oomori fügt noch hinzu, dass die Regierung offensichtlich nichts Gutes mit der Zeitmaschine vorgehabt habe und er die Menschen hasse.
Jaco erzählt daraufhin, dass er eigentlich auf die Erde gekommen sei, um den Menschen zu helfen. In drei Tagen, um 10 Uhr, soll nämlich ein Flugkörper von einem von brutalen Aliens bevölkerten Planeten dort in der Gegend eintreffen. Jacos Pflicht sei es, das Alien an Bord dieses Flugkörpers zu besiegen. Da es aber laut Oomori so viele schlechte Menschen gebe, ziehe er jetzt auch in Betracht, ein Virus, das nur die Menschen vernichtet, mit einer „Ausrottungsbombe“ freizusetzen …

#### KapitelDB-10
Gerade als er Oomori erzählt, dass sich die Galaktische Wache aus nur 38 Mitgliedern zusammensetzt, erspäht Jaco in der Ferne ein Schiff mit vier Insassen. Blitzschnell verschwindet das Alien auf einen hohen Felsen, von dem es die gesamte Insel überblicken kann.
Das Schiff legt an und zwei Männer und eine Frau betreten den Steg, auf dem Oomori bereits wartet. Einer der beiden Männer stellt sich als Katayude von der Regierungspolizei vor. Er erklärt Oomori, dass die Insel, auf der sie sich befinden, zu einem Zufluchtsort für Politiker werden soll. Katayude gibt Oomori eine Woche Zeit, die Insel zu verlassen, und droht ihm bei Widerstand mit gewaltsamer Entfernung oder Gefängnis. Genauso schnell, wie sie gekommen waren, verlassen die drei die Insel auch wieder.
Auf dem Meer fragt sich Katayude, da Oomori alleine auf der Insel leben sollte, wer die Person auf dem Felsen sei, die er durch sein Fernglas sehen kann...
Wieder bei Oomori, am Steg, erklärt Jaco, dass er das Gespräch zwischen ihm und der Regierungspolizei, dank des Galaktischen Empfängers an seinem Ohr, mitanhören konnte. Er ist wütend auf den Beamten und wirft einen Stein nach dem weit entfernten Schiff, das dadurch sinkt und die vier Insassen dazu zwingt, auf ein Rettungsboot umzusteigen.
Jaco konnte von dem Felsen aus eine merkwürdige Maschine in der Nähe des zerstörten Forschungslabors entdecken. Zuerst versucht sich Oomori noch herauszureden, schließlich gibt er aber zu, dass es sich um eine Zeitmaschine handle. Oomori arbeitet seit dem Unfall daran, die Zeitmaschine zu vervollständigen, um seine Frau und Assistenten zu retten. Bisher hat er es aber nur geschafft, das Zeitempfinden des Anwenders so zu verschnellern, dass der Rest der Welt pausiert erscheint. Jaco lässt das noch einmal durchgehen, da es sich dabei nicht eindeutig um das Kontrollieren der Zeit handle. Er betont aber wieder, dass Oomori sein Raumschiff so schnell wie möglich reparieren solle...

#### KapitelDB-9
Während Oomori Jacos kaputtes Raumschiff untersucht, erzählt ihm das Alien, dass die Galaktischen Wachtmeister ihre Befehle direkt vom Galaktischen König erhalten. Oomori hat den Defekt gefunden: Offenbar ging der Treibstoff bei der Kollision mit dem Mond verloren und nur ein klitzekleiner Rest der Substanz ist übrig geblieben. Oomori macht sich an die Arbeit, diesen zu analysieren, um festzustellen, ob es sich dabei um eine Substanz handelt, die auch auf der Erde existiert.
Währenddessen sieht Jaco im Fernsehen einen Bericht über die Rakete „Twinkle 8“, mit der die Sängerin An Mizuki in zwei Tagen einen Auftritt im Weltraum bestreiten soll. Diese Weltraummission ist aber alles andere als ungefährlich: Von den sieben bisherigen Raketenstarts sind drei fehlgeschlagen!
Oomoris Analyse ist beendet. Bei der Substanz aus Jacos Raumschiff handelt es sich um das extrem wertvolle, blaue Metall „Himmelsgold“. Für einen vollen Tank bräuchte Jaco ungefähr ein Kilo davon – was 76 Millionen Yen (≈ 500.000 €) kosten würde. Für einen Flug zum Hauptquartier der Galaktischen Wache würden 250 Gramm reichen, was aber immer noch 19 Millionen Yen (≈ 120.000 €) ausmachen würde! Da diese Summe Oomoris Budget um einiges übersteigt, will er eine neue Antriebstechnik für das Raumschiff entwickeln, aber zuerst macht er sich mit dem verkleideten Jaco auf den Weg in die östliche Hauptstadt, um dort Essensnachschub zu holen...

#### KapitelDB-8
In der westlichen Hauptstadt angekommen, wird Jaco, mit Hut und Mantel als Erdling getarnt, von einem Schwertkämpfer, dessen Kleidung ein „W“ ziert, angerempelt. Nachdem sich dieser weigert, sich für sein ungehobeltes Verhalten zu entschuldigen und das Alien als Winzling bezeichnet, will Jaco den Rüpel umbringen, wovon ihn Oomori gerade noch abhalten kann.
Ein paar Straßen weiter stiehlt ein Mann von seinem Moped aus einer alten Dame die Handtasche, jedoch zückt Jaco schnell seine Laserpistole und lässt damit das Moped des Diebes explodieren. Für das Zurückbringen der gestohlenen Handtasche erhält das Alien 20.000 Yen von der dankbaren Frau. Glücklich stellt er fest, dass ihnen jetzt „nur noch“ 18.980.000 Yen für das Himmelsgold fehlen. Oomori kauft sich getrocknete Nüsse und als Nächstes wollen die beiden Milch und Käse für Jaco besorgen.
Als Oomori im Gespräch mit Jaco feststellt, dass das Alien bei seinen weiblichen Artgenossen nicht gut anzukommen scheint, ist im Hintergrund eine Anzeigetafel zu sehen: Noch 2 Tage bis zum Start der Twinkle 8...

#### KapitelDB-7
Oomori betritt ein Geschäft, um Milch und Käse zu besorgen. Während Jaco draußen wartet, hört er in der Ferne zwei Personen, die miteinander streiten. Ein Mann wirft einem Mädchen vor, dessen Kleidung mit grünem Tee verschmutzt zu haben, und verlangt dafür 200 Tausend Yen. Als das Mädchen sagt, dass doch der Mann es angerempelt habe, macht sich Jaco auf die Suche nach den beiden.
Ein paar Straßen weiter findet er schließlich einen Mann in einer antik aussehenden Rüstung, der ein Mädchen an dessen Arm festhält, und dessen drei Begleiter, von denen zwei mit einem Schwert und einer mit einer Pistole bewaffnet ist.
Das Mädchen schlägt dem Mann mit der Faust ins Gesicht, woraufhin dieser die junge Frau ohrfeigt und an ihrem Kragen packt. Jaco stellt klar, dass er Gewalt gegen Frauen nicht toleriere, zieht seinen Mantel aus, setzt seinen Hut ab und will dem Rowdy eine Lektion erteilen. Der Mann mit der Pistole hält jetzt das Mädchen fest, während der mit der Rüstung zu einem Tritt gegen Jaco, den er einen Winzling schimpft, ansetzt. Das Alien weicht ihm mühelos aus, schlägt ihm erst in den Bauch, danach ins Gesicht – wobei ein paar Zähne zu Bruch gehen – und schließlich tritt er ihn so durch die Luft, dass er erst einige Meter weiter zu liegen kommt. Auch die restlichen drei Männer setzt Jaco mit wenigen Handgriffen außer Gefecht.
Zwei Polizisten nähern sich, die Jaco irrtümlicherweise auch für Rowdys hält und ausknockt. Oomori kommt hinzu und will mit dem Alien schnellstens verschwinden, als das Mädchen, das sich zuvor vor den Polizisten versteckt hatte, den beiden vorschlägt, ihm zu folgen...

#### KapitelDB-6
Oomori und Jaco fliehen mit dem jungen Mädchen vor der Polizei und gelangen über ein langes Treppenhaus auf das begehbare Dach eines hohen Hauses. Dort angekommen durchschaut das Mädchen, dass es sich bei Jaco um ein Alien handelt. Davon begeistert stellt sie sich als „Tights“ vor und erzählt, dass sie aus der westlichen Hauptstadt kommt. Als Jaco auf das Geländer des Daches steigt, um sich mit seiner bekannten „Galaktischer-Wachtmeister“-Pose vorzustellen, entdecken ihn die unten auf der Straße suchenden Polizisten.
Die Polizisten stürmen in das Haus, woraufhin Jaco Oomori und Tights packt und durch den Antrieb in seinen Schuhen abhebt. Die Polizei, die wenig später eintrifft, findet nur noch ein leeres Hausdach vor.
Das Alien fliegt mit den beiden zu dem Steg, an dem Oomoris Boot anliegt. Oomori will sich hier von dem Mädchen trennen, aber Tights kann ihn dazu überreden, sie mitzunehmen, da sie ansonsten die Existenz des Aliens ausplaudern würde.
Auf dem Weg zur Insel sagt Tights, dass sie alleine lebe und sich deshalb niemand um sie sorgen wird. Jaco und Oomori erzählen ihr von dem Absturz des Aliens und dem 19 Millionen Yen teuren Himmelsgold.
In Oomoris Haus angekommen, sehen die Drei im Fernsehen einen Bericht über einen Angriff auf vier Männer und zwei Polizisten im 32. Bezirk der Hauptstadt, der sich um 20 Uhr ereignet haben soll. Der etwa 1,44 m große Täter wird dabei als „Mask Man“ bezeichnet, worüber sich Jaco fürchterlich aufregt: Erstens sei er 1,47 m groß, und zweitens sei „Mask Man“ ein unglaublich langweiliger Name …

#### KapitelDB-5
Da die Polizei ihr Gesicht nicht kennt, macht sich Tights am nächsten Tag auf den Weg in die Hauptstadt, um Milch, Käse und Erdnüsse zu kaufen. Nach fünf Stunden kehrt sie aber nicht nur mit den Einkäufen, sondern auch mit allerlei Gepäck zurück – Tights will nämlich auf die kleine Insel ziehen!
Als sie erfährt, dass Oomori die Insel in sechs Tagen verlassen muss, ist sie davon nicht sehr begeistert, aber die Stimmung hebt sich wieder, da Tights noch etwas aus der Stadt mitgebracht hat: Ein kleines Plättchen Himmelsgold im Wert von 3 Millionen Yen! Diese Menge reicht aus, das Hauptquartier der galaktischen Wache mit dem Kommunikationsgerät in Jacos Raumschiff zu kontaktieren. Nachdem Oomori das Himmelsgold in dem Flugkörper verbaut hat, kann Jaco das Raumschiff erfolgreich in Gang setzen – doch leider beschädigt er bei einem kurzen Testflug die Antenne des Schiffs, wodurch sein Funkspruch nicht beim Hauptquartier ankommt...

#### KapitelDB-4
Oomori bezweifelt, dass er die Antenne des Raumschiffs reparieren kann. Während des Abendessens, das Tights gekocht hat, kommt im Fernsehen ein Bericht über den „Mask Man“. Auch der Regierungsagent Katayude sieht diesen Bericht und erkennt auf dem dort gezeigten Phantombild Jaco wieder. Aus Angst vor dem nachtaktiven Monster-Hai beschließt er aber, die Insel erst am nächsten Morgen aufzusuchen, um den Verbrecher zu fangen.
Sehr früh am nächsten Morgen leiht sich Tights ein Boot von Oomori, um nach Kiwi-Island zu gelangen, von wo sie als An Azukis Double an Bord der „Twinkle 8“ ins All fliegen wird!
Tights wollte schon immer Science-Fiction-Autorin werden und wurde für diesen Double-Job während einer Vorlesung eines Astronauten engagiert, da das Risiko zu hoch wäre, das echte Pop-Idol bei dem Raketenstart zu verlieren. Ein Rückzieher ist nicht mehr möglich, da Tights das ganze Geld, das sie für diesen Auftrag bekommen hat, schon für das Plättchen Himmelsgold ausgegeben hat. Diese Tatsache berührt Jaco sehr, und er verspricht, die „Ausrottungsbombe“ fürs Erste nicht einzusetzen.
Im Fernsehen können Oomori und Jaco sehen, wie Tights mit einem Raumanzug bekleidet die Rakete betritt, als sich plötzlich ein Boot der kleinen Insel nähert. An Bord: Der Regierungspolizist Katayude und einige bewaffnete Personen...

#### KapitelDB-3
Katayude betritt mit vier bewaffneten Polizisten die Insel, um „Mask Man“ festzunehmen. Jaco stellt sich den Beamten, um sich für sein gewaltsames Vorgehen gegen die Polizisten in der Stadt zu entschuldigen, und, um eine Neuzeichnung des Phantombildes, das ihm seiner Meinung nach überhaupt nicht ähnlich sehe, zu erwirken. Plötzlich startet am Horizont die Rakete „Twinkle 8“. Jaco erkennt aber, dass sich die Rakete im Sinkflug befindet und Oomori stellt fest, dass sie in weniger als zwei Minuten am Boden aufschlagen würde. Aus Angst um Tights eilt das Alien zu seinem Raumschiff. Als Jaco Oomori zusteigen lassen will, feuert Katayude einen Warnschuss in Richtung des alten Mannes ab. Mit wenigen Handgriffen befördert das Alien die fünf Polizisten des „ultimativen Sonderkommandos“ vom Steg ins Meer und stürmt danach mit Oomori zu seiner unfertigen Zeitmaschine.
„Er hat uns innerhalb eines Panels geschlagen...“, sagt Katayude, als er wieder aus dem Wasser klettert. Der Fahrer des Polizeibootes hat einen Funkspruch erhalten: Die Rakete droht tatsächlich auf die Hauptstadt zu stürzen!
Mit Hilfe der Zeitmaschine schaffen es Oomori und Jaco die Zeit für ungefähr 50 Sekunden anzuhalten, wodurch sie etwa 20 Sekunden mehr Zeit gewinnen. Die beiden klettern in Jacos Raumschiff und starten in den Himmel...

#### KapitelDB-2
Als Jaco und Oomori die Rakete mit dem Raumschiff erreichen, beginnt die Zeit wieder zu laufen und damit auch die „Twinkle 8“ weiter zu stürzen. Oomori übernimmt das Steuer der Untertasse, während Jaco nach draußen klettert und Tights und den Captain, Okawari, an Bord des Raumschiffes rettet. Auf Drängen Oomoris hin verhindert das Alien auch noch, dass die Rakete auf die Hauptstadt stürzt, indem es zuerst mit einem Tritt ihre Flugbahn ändert, und sie danach mit seiner Laserpistole über dem Meer explodieren lässt.
Sicher am Boden der Hauptstadt gelandet, ist Tights über ihre Rettung überglücklich, und auch Captain Okawari bedankt sich bei Jaco, der sich den staunenden Passanten als der mysteriöse Held „Super Elite“ vorstellt.
Als Jaco, Oomori und Tights wieder auf der kleinen Insel ankommen, erwartet sie dort bereits Katayude mit seinem Sonderkommando. Da er aber die Rettungsaktion von Jaco und Oomori durch ein Fernrohr beobachten konnte, sieht er von einer Verhaftung Jacos ab, und auch Oomori muss seine Insel nicht mehr verlassen. Katayude, der Jaco fälschlicherweise für einen Roboter hält, verspricht kurz vor seiner Abreise auch, das Phantombild von „Mr. Super Elite“ neuzeichnen zu lassen.
Obwohl er nicht mehr gesucht wird, sehen Jaco, Oomori und Tights im Fernsehen ein neues Phantombild, das sich allerdings – außer dem neuen Roboter-Look – kaum von dem alten unterscheidet. Tights findet es schade, dass sie sich die Erde nicht vom Weltraum aus ansehen konnte, und so fliegen die drei, da es nur sehr wenig Himmelsgold benötigt, ins All, wo sich Jaco immer noch über sein neues Phantombild aufregt: „Alle Erdlinge müssen sterben...“.

#### KapitelDB-1
Am nächsten Tag hält Jaco auf der kleinen Insel, von einem hohen Felsen aus, Ausschau nach dem Flugobjekt, das heute auf der Erde eintreffen soll. Jaco hofft, dass es sich um einen jungen Saiyajin an Bord handelt, da er gegen einen ausgewachsenen keine Chance hätte und fliehen müsste. Die Saiyajin vom Planeten Vegeta sind ein Volk brutaler Aliens, das es liebt zu kämpfen und die Erde erobern will. Sogar die galaktische Wache ist ihnen nicht gewachsen und auch die „Ausrottungsbombe“ wirkt bei ihnen nicht. Zu Planeten wie der Erde, auf denen ein schwaches Volk regiert, schicken die Saiyajin ein kleines Kind, um die Bevölkerung langsam zu beseitigen.
In dem Moment, als die Raumkapsel auf der Erde einschlägt, wird Jaco aber von Tights abgelenkt. Da er zur vorberechneten Zeit keinen Flugkörper am Himmel erkennen kann, geht „Super Elite“ davon aus, dass das Saiyajin-Schiff die Erde verfehlt hat und die Krise vermieden wurde.
Das gelandete Saiyajin-Kind ist inzwischen in Son Gohans Haus, wo es sich den Bauch vollschlägt. Der Junge ist super-stark, also trifft es sich gut, dass Gohan ein Meister der Kampfkunst ist. Gohan bietet ihm an, bei ihm zu bleiben und mit ihm zu lernen, falls er kein zu Hause hat. Da es vom Himmel gefallen ist, nennt Gohan das Kind Goku, Son Goku (空, kū bedeutet Himmel).
Wieder auf der kleinen Insel, hat Tights eine Idee: Jacos Raumschiff hat einen eingebauten Mechanismus zur Steuerung der Gravitation. Wenn Oomori diesen nachbauen und an die Capsule Corporation verkaufen würde, könnte er so das für Jacos Abreise notwendige Himmelsgold finanzieren. Dr. Briefs, der Gründer der Capsule Corporation und reichste Mann der Welt, ist außerdem Tights' Vater!
Nachdem Tights ihn angerufen hatte, kommt Dr. Briefs mit seiner Frau und Tights' kleiner Schwester Bulma, die zu diesem Zeitpunkt fünf Jahre alt ist, zu Besuch. Das Super-Genie Bulma repariert die Antenne, durchschaut das Anti-Gravitationssystem des Raumschiffs und macht eine wichtige Entdeckung: Das Himmelsgold war nicht die Energiequelle, sondern der Energiespeicher des UFOs. Statt Himmelsgold kann jedes beliebige Metall mit demselben Speicherkoeffizienten verwendet werden, wie z. B. Kupfer, das nur 400 Yen pro Kilo kostet.
Zwei Tage später verlässt Jaco mit seinem Raumschiff, und großen Mengen seines Lieblingskäses und Lieblingsmilch, die Erde.

### Jaco the Galactic Patrolman – Gegenwart
Inzwischen schickte die Capsule Corporation Oomori aus Dankbarkeit 100 Milliarden Zeny (150 Milliarden Yen), mit denen er die kleine Insel offiziell kaufte. Tights zwang Jaco mit ihr für Nachforschungen verschiedene Planeten zu bereisen und wurde eine erfolgreiche Sciencefiction-Autorin.
Ungefähr zehn Jahre nach Son Gokus Landung, also in der Gegenwart, ist Oomoris Zeitmaschine noch immer unvollendet. Katayude lebt inzwischen auch auf der Insel und ist ein guter Hausarbeiter und Koch, Jaco hingegen hat jetzt eine Freundin und besucht die Erde von Zeit zu Zeit.
Nachdem sie die Universität abgeschlossen hat, macht sich Bulma auf die Suche nach sieben Kugeln, die einem jeden Wunsch erfüllen können. Zwei davon hat sie bereits gefunden, und sie vermutet auf Grund des Materials der Kugeln, dass sie aus dem Weltall stammen.
Währenddessen zieht Son Goku in den Bergen einen gefangenen Riesenfisch hinter sich her.

## Produktion
Jaco the Galactic Patrolman ist Toriyamas erste Mange-Serie seit dem 13 Jahre zuvor im Jahr 2000 veröffentlichten Sand Land. Er gewährte Einblicke in dessen Schöpfungsprozess in Form von digitalen Inhalten für die Jump Live! Mobile App des Magazins Weekly Shōnen Jump. Dort verriet er, dass er mit der Planung des Mangas ein Jahr vor der Veröffentlichung anfing, und dessen Premiere ursprünglich während der Kinoauswertung des Films Dragon Ball Z: Battle of Gods erfolgen hätte sollen, er aber mit zwei Stunden Schlaf pro Nacht so erschöpft war, dass er vier Monate in Rückstand geriet.
Toriyama erstellte alle Zeichnungen am Computer, und zum ersten Mal Storyboards getrennt von Rohentwürfen. Er erstellte zuerst Storyboards, die er an seinen Redakteur zur Überprüfung sendete. Nachdem diese akzeptiert worden sind, zeichnete er auf Basis dieser Storyboards Rohentwürfe, die später noch einmal mit letzten Änderungen gezeichnet worden sind. Vor Jaco verwendete er die Rohentwürfe als Storyboards, damit er jedes Kapitel nur zwei Mal, und nicht drei Mal, zeichnen musste. Sein Redakteur kümmerte sich um das finale Lettering und auch das Logo der Serie wurde manchmal von jemand anders übernommen. Toriyama sagte außerdem, dass es sich hierbei wahrscheinlich um den letzten Manga handelt, für den er alleine die Zeichnungen liefert.
Toriyama erwähnte, dass Jaco the Galactic Patrolman simultan in Übersee veröffentlicht würde, und sagte, dass Jaco, obwohl ausländische Fans wahrscheinlich eine Action-Serie wie Dragon Ball erwarteten, einfach sei und sie vielleicht manche japanische Elemente nicht verstehen würden. Toriyama bezeichnete den Manga als „doofe und lustige Geschichte von Freundschaft“ und sagte, dass sie, aus den von ihm kreierten Geschichten, seine Lieblingsgeschichte mit seinem Lieblingshauptcharakter sei.

## Veröffentlichungen
Das erste Kapitel von Jaco the Galactic Patrolman erschien am 13. Juli 2013 in der 33. Wochenausgabe des Manga-Magazins Shōnen Jump, das letzte am 30. September desselben Jahres in der 44. Wochenausgabe. Alle 11 Kapitel der Manga-Serie wurden gemeinsam mit dem Bonuskapitel Dragon Ball Minus, in Form eines am 4. April 2014 in Japan erschienenen Sammelbandes, der in zwei verschiedenen Buchformaten, nämlich sowohl als Tankōbon als auch als größerer Shinsōban, veröffentlicht wurde, zusammengefasst.
Das erste Kapitel von Jaco the Galactic Patrolman erschien am 13. Juli 2013 in der 33. Wochenausgabe des Manga-Magazins Shōnen Jump, das letzte am 30. September desselben Jahres in der 44. Wochenausgabe. Alle 11 Kapitel der Manga-Serie wurden gemeinsam mit dem Bonuskapitel Dragon Ball Minus, in Form eines am 4. April 2014 in Japan erschienenen Sammelbandes, der in zwei verschiedenen Buchformaten, nämlich sowohl als Tankōbon als auch als größerer Shinsōban, veröffentlicht wurde, zusammengefasst.